# Sarah Stougaard
Sarah Grunnet Stougaard (født 17. april 1998) er en dansk håndboldspiller, der spiller for Skanderborg Håndbold. Hun kom til klubben i 2019.  Efter et ophold i TTH Holstebro.